# Pierre Balguerie-Stuttenberg
Pierre Balguerie-Stuttenberg, né le 30 septembre 1778 à Bordeaux et mort le 19 août 1825 à Bagnères-de-Bigorre, est un négociant, armateur et banquier bordelais.

## Biographie

### Famille de négociants et colons
Il est le fils de Jean-Pierre Balguerie de Blanchon (1731-1806) et Marie-Margueritte Corrégeolles (1746-1833). Le premier, issu de la branche agenaise des Balguerie de Ramond, est négociant et pratique le commerce colonial. Ruiné par la Révolution et la révolte des esclaves à Saint-Domingue, il s'est retiré en 1793 sur ses terres à Galapian près d’Aiguillon en Agenais. Sa mère quant à elle, est une créole de la colonie de Saint-Domingue, fille de Jean Isaac Corrégeolles, négociant bordelais et propriétaire esclavagiste d'une « habitation » à Saint-Domingue,. Ce dernier transmet à son gendre Jean-Pierre, une plantation de canne à sucre. 
Jean-Baptiste Pierre et Marie-Marguerite régularisent leur mariage de la Religion Prétendue Réformée le 9 mai 1789, conformément à l'édit de Tolérance de Versailles de 1787, et déclarent leurs quatre enfants. 
Il a pour frères aînés le banquier et armateur Jean-Isaac (1771-1855) et Jacques dit Belisle (1773-1850), et pour sœur Marie Clémentine (1774-1855). À cette dernière les frères laisse l'exploitation agricole familiale du domaine de Blanchou à Galapian pour se tourner exclusivement vers le négoce et la création de sociétés par actions et à capitaux anonymes.
Il est le cousin éloigné (au sixième degré) du député Jean-Étienne Balguerie.

### Début comme apprenti
Pierre Balguerie rentre en mars 1798, à 19 ans, comme apprenti, dans la maison Biré & Verdonnet (dirigé par Louis Biré et David Verdonnet) qui vendait des toiles à Bordeaux. En 1805, il devient le directeur de la maison lorsque ses patrons se retirent des affaires. 
En 1809, il épouse Sophie-Suzanne Stuttenberg  (1791-1837), fille de Mathias Stuttenberg, puissant négociant en vin, venu quarante ans plus tôt de Hambourg. À travers ce mariage, Pierre Balguerie obtient le soutien des Chartrons germaniques, fort précieux dans le négoce des vins. Le couple Balguerie-Stuttenberg a trois filles : Henriette Balguerie-Stuttenberg (1810-1851, qui épouse Charles-Alexandre de Bethmann, 300 000 francs de dot), Clémence Balguerie-Stuttenberg (née en 1812, elle épouse François Lemercier en 1830, 310 000 francs de dot) et Marie Balguerie-Stuttenberg (1823-1842).

### Négoce et armement
Sous l'Empire, au commerce de la toile, il ajoute celui du vin, de la spéculation sur les denrées coloniales et l'armement de navires. Pierre Balguerie, associé avec le baron Jean-Auguste Sarget de la Fontaine et David-Jean Verdonnet, crée la société Balguerie, Sarget & Compagnie.
En 1812, la société achète aux enchères le Château Gruaud Larose dans le Médoc, ainsi que le domaine de Laburthe à Floirac.

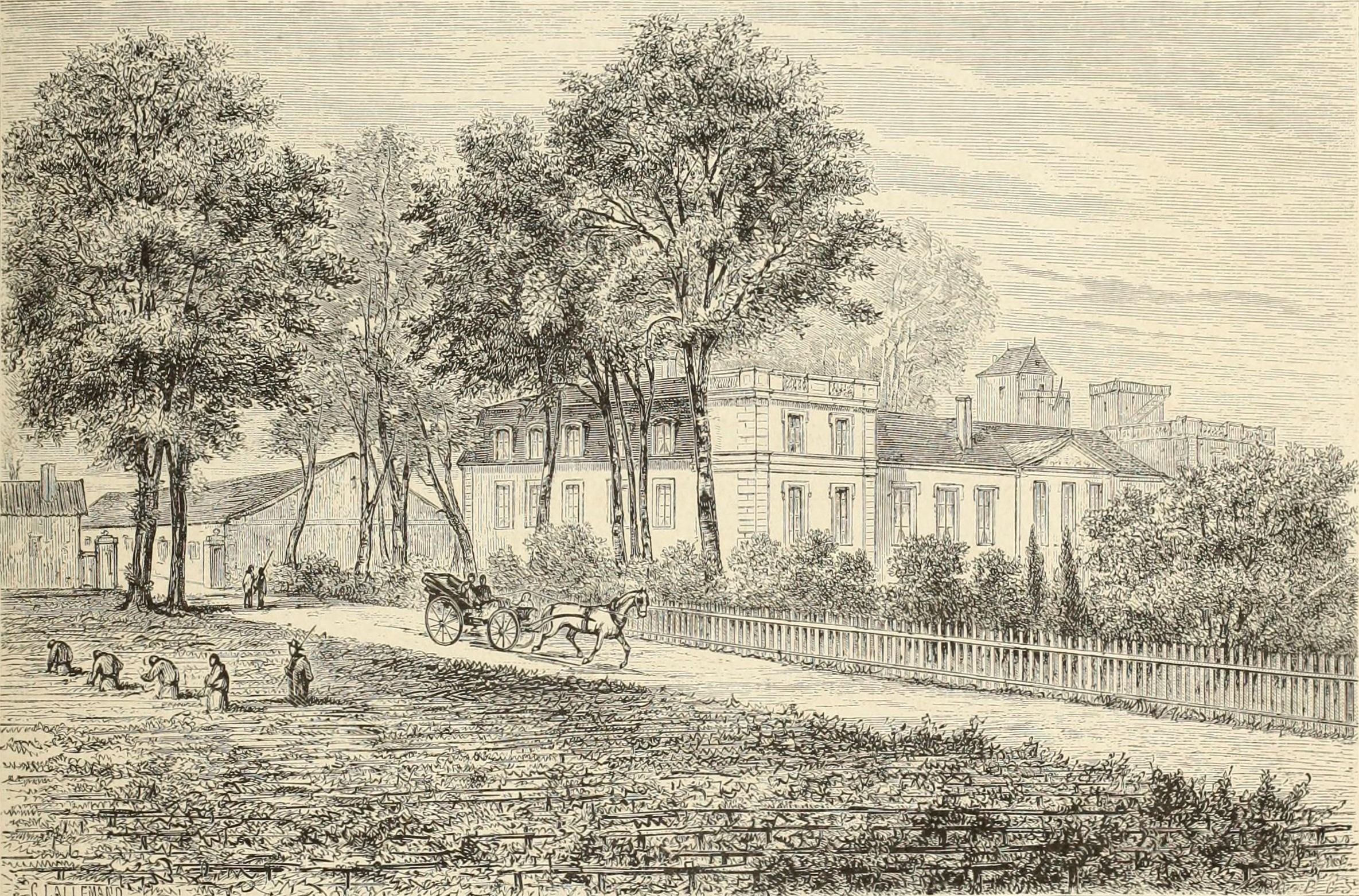
La chartreuse du château Gruaud Larose en 1838.

### Tentative d'expédition négrière
À la fin de l'année 1814, la société Balguerie, Sarget & Compagnie, fait construire et armer un navire négrier, l'Africain, pour se lancer dans la traite. Mais bien que l'expédition soit finie d'être préparée, le projet n'aboutira pas en raison des mesures prises durant les Cent-Jours et de la Deuxième Restauration, qui interdiront la traite en 1815, et cela malgré les suppliques de Balguerie et Sarget auprès du directeur des colonies Pierre-Barthélémy Portal :
« Notre navire reste tout prêt à mettre à la voile parce que notre cause est si bonne et si juste, que nous ne pouvons nous refuser à l'espoir que le nouveau traité ratifiera les dispositions de celui de Paris relativement au commerce de la cote d'Afrique ou qu'au moins une expédition comme la nôtre depuis si longtemps, si régulièrement faite et prête à mettre à la voile, obtiendra une juste exception, ou de bien justes indemnités » (courrier du 16 septembre 1815).

### Banquier
Sous la Restauration, il fonde en 1818 avec Daniel Guestier, Paul Portal et William Johnston, la Banque de Bordeaux, afin de mieux soutenir le crédit de la place. Celle-ci sera installée dans l'hôtel Feger-Latour, avant d'être absorbée en 1848 par la Banque de France.
Il crée la caisse d'épargne et de prévoyance. En 1824, il distribue une partie de ses bénéfices aux pauvres.

### Construction du pont de pierre et de l'Entrepôt Lainé
En 1816, Pierre Balguerie-Stuttenberg prend la tête d'une association d'armateurs et de négociants bordelais afin de construire le pont de pierre, dont la construction nécessitait un financement complémentaire à celui de l'état. L'association propose au gouvernement d'apporter 2 millions de francs pour continuer les travaux. En échange, une concession de l'exploitation du pont serait accordée pendant 99 ans avec un droit de péage. L'état accepte cette offre. En avril 1818, la Compagnie du pont de Bordeaux est créée. Elle est présidée par Balguerie-Stuttenberg.
En 1820, le frère aîné de Pierre Balguerie-Stuttenberg, Jean-Isaac Balguerie (1771-1855) succède à Sarget, et la société Balguerie, Sarget & Compagnie prend le nom de maison Balguerie & Compagnie.

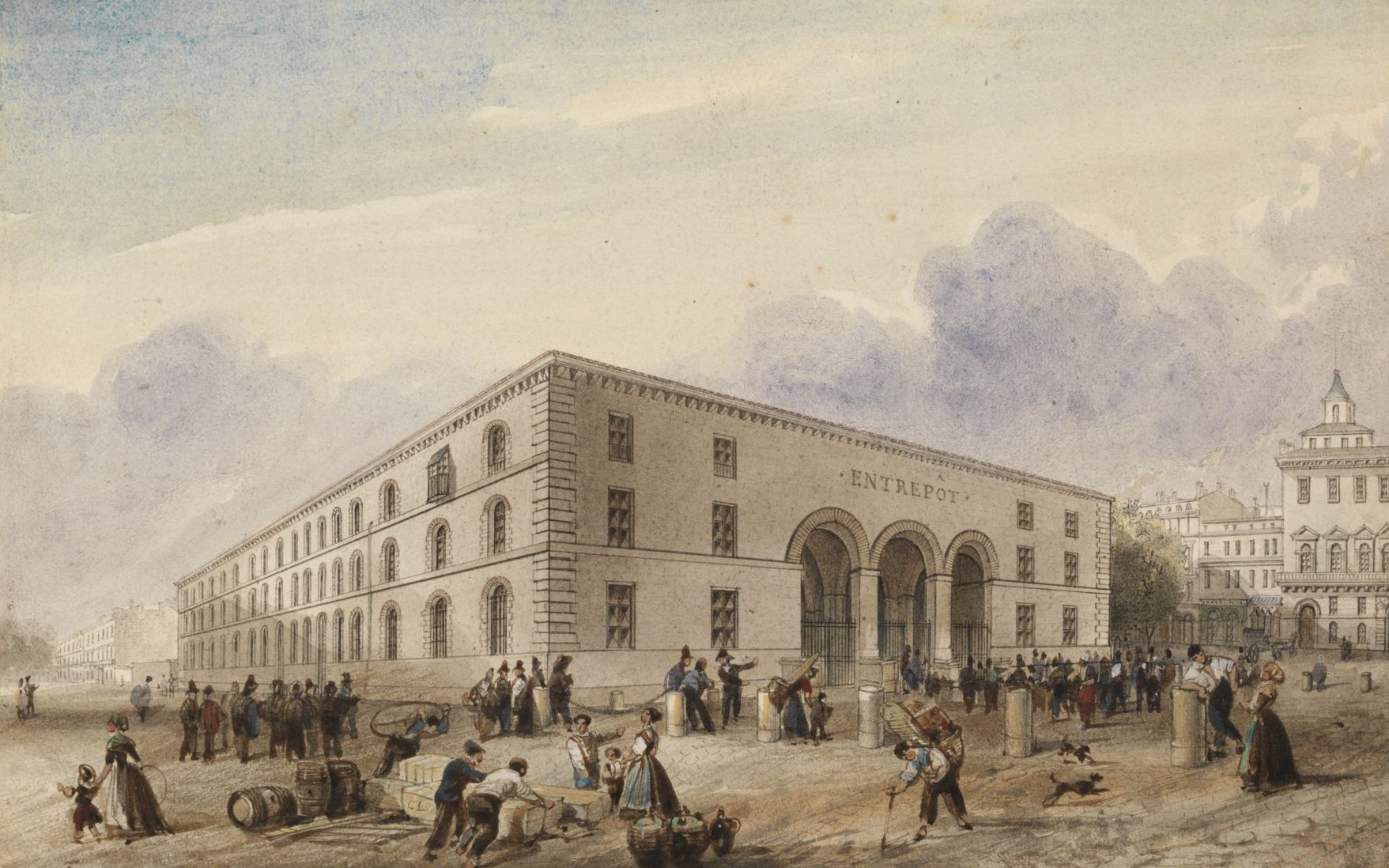
L'Entrepôt réel des denrées coloniales (Entrepôt Lainé) en 1825, peinture d'Auguste Bordes.

Cette même année, les négociants bordelais cherchent des moyens pour favoriser la relance du port de Bordeaux, durement affecté par les guerres napoléoniennes et par la perte de la plus riche colonie française, Saint-Domingue, à la suite de la grande révolte des esclaves. Emmenés par Pierre Balguerie-Stuttenberg, ils incitent alors les Douanes et la Chambre de commerce de Bordeaux à s'équiper de lieux de stockage faciles d'accès et permettant d'entreposer dans de bonnes conditions les marchandises produites par les esclaves dans les plantations coloniales. Également ils souhaitent profiter du gain de trésorerie qu'offre le stockage sous douane,  où les négociants ne payent les droits et taxes qu'au fur et à mesure des sorties d’entrepôt. Après deux années de travaux réalisés par Claude Deschamps, ingénieur du pont de pierre, l'Entrepôt réel des denrées coloniales ouvre aux Chartrons.

### Décès et succession

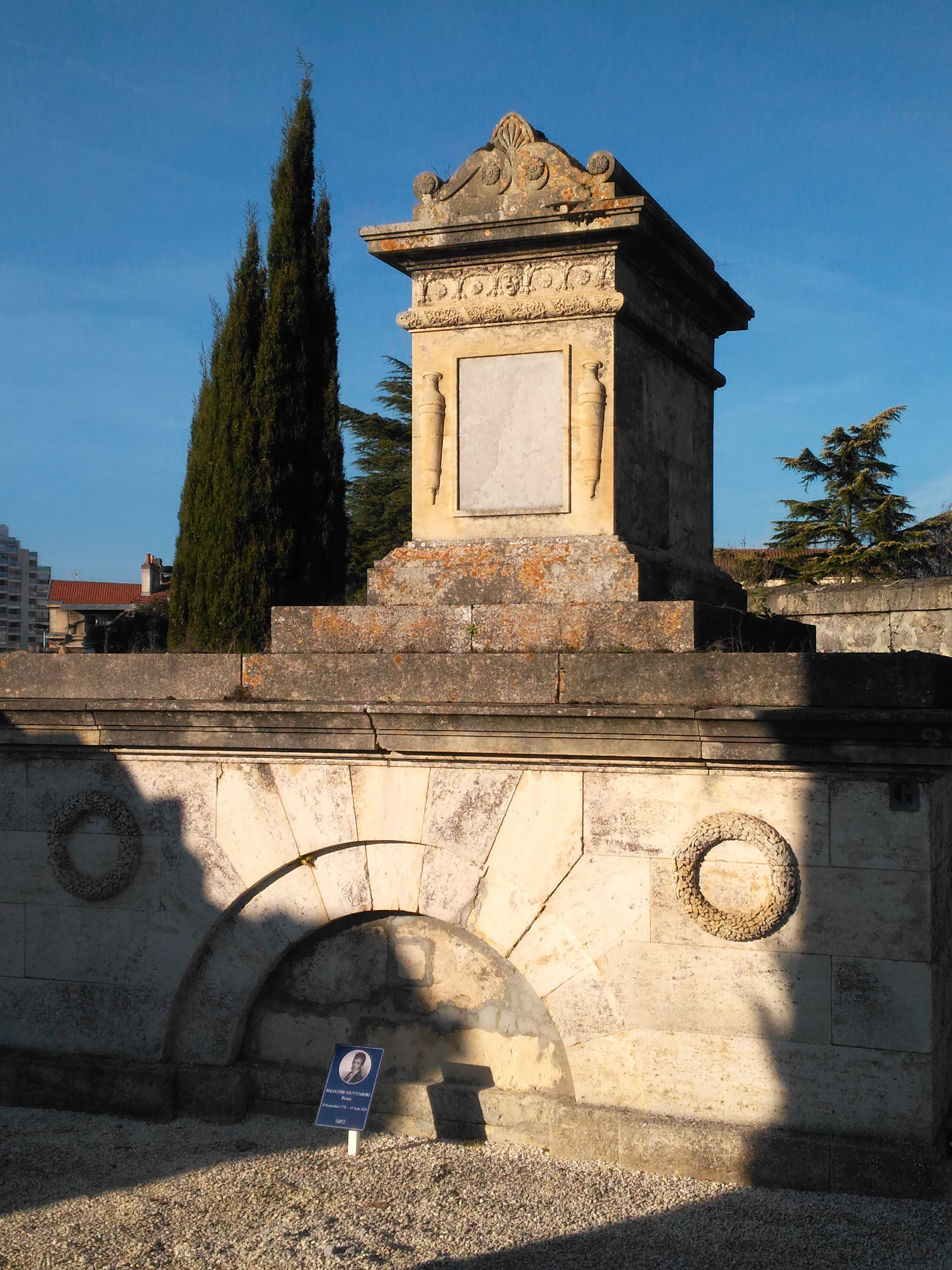
Mausolée de Pierre Balguerie-Stuttenberg au cimetière protestant de Bordeaux.

Pierre Balguerie-Stuttenberg meurt prématurément en 1825 à l'âge de 47 ans. Il est inhumé au cimetière protestant de Bordeaux.
Son énorme succession comprend les châteaux Gruaud Larose en Médoc, Laburthe à Floirac, et outre son hôtel particulier du 33 cours du Chapeau-Rouge, des maisons et des chais dans divers quartiers de Bordeaux. Elle inclut également de nombreux investissements boursiers : biens d'équipements publics (ponts de Bordeaux et Libourne), finance (Banque de Bordeaux) et valeurs industrielles (fonderie de Bacalan).
La maison Balguerie & Compagnie est quant à elle dirigée au 1er janvier 1826 par un collège composé de son frère aîné Jean-Isaac Balguerie, du fils de ce dernier Adolphe Balguerie (1800-1876), du vieux et riche négociant allemand des Chartrons, Vincent Pöhls (1755-1840) et de deux autres négociants. Adolphe put réaliser un grand mariage en 1829, en obtenant la main de la fille de Jean-Jacques Bosc, Laure (1808-1876). La société tirait profit d'une filiale au Havre, dirigée par le frère cadet d'Adolphe, Pierre-Jules Balguerie (1802-1848) qui lui aussi fit un grand mariage en 1831 avec Jenny d'Egmont (1812-1895).
En 1826, les trois filles de Pierre Balguerie-Stuttenberg (Henriette, Clémence et Marie), ainsi que ses deux frères et sa sœur (Jean-Isaac, Jacques et Marie), toucheront les indemnités versées aux anciens propriétaires d'esclaves, pour la plantation familiale située à Saint-Domingue.

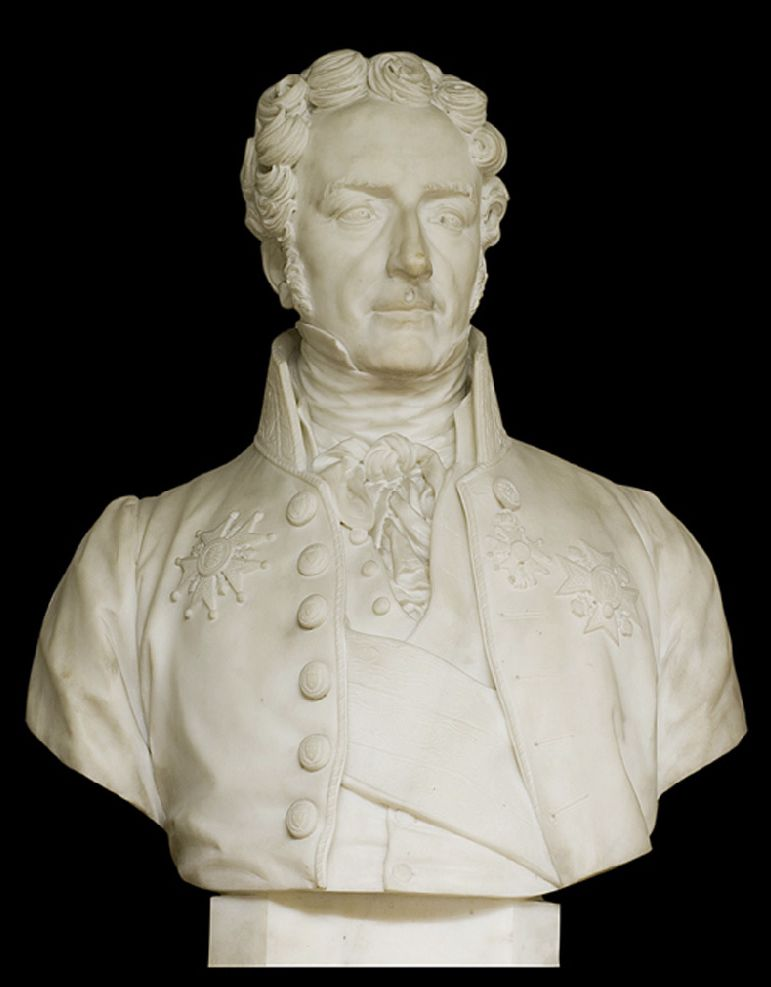
Buste de Balguerie-Stuttenberg par Maggesi.

## Hommages et critiques
En 1864, la ville de Bordeaux rebaptise les chemins du Roi et de Labarde, cours Balguerie-Stuttenberg, en son hommage. Depuis 2009, Karfa Diallo et son association Mémoires et Partages demandent l'installation d'une plaque explicative pour rappeler la tentative d'expédition négrière de Pierre Balguerie.
Le 15 janvier 2024, une plaque est posée au début de la rue, rappelant le passé de planteurs de la famille Balguerie, la tentative d'armement négrier de Pierre Balguerie-Stuttenberg, sa spéculation sur les denrées coloniales et son aide au roi d'Espagne dans sa guerre contre les indépendances des colonies d'Amérique du Sud.